# Friedrich Wegener
Friedrich Wegener (ur. 7 kwietnia 1907 w Varel, zm. 9 lipca 1990 w Lubece) – niemiecki lekarz patolog, który opisał chorobę ziarniniakowatość z zapaleniem naczyń (przez długi czas nazywaną ziarniniakiem Wegenera).

## Rodzina
Friedrich Wegener był synem Friedricha Wegenera, który pracował w szpitalu St. Josefsstift w Varel, oraz Thyry Cecilii, nauczycielki gimnastyki. W 1934 ożenił się z Sophie Madsen, z którą miał siedmioro dzieci. Jego pierwsza żona zmarła w 1974, w 1975 ożenił się z Ursulą Zacharias.

## Nauka i praca
Po ukończeniu szkoły średniej w 1926 rozpoczął studia na Uniwersytecie Ludwika i Maksymiliana w Monachium. Następnie przeniósł się na Uniwersytet Chrystiana Albrechta w Kilonii, gdzie w 1932 zdał egzamin lekarski i pracował do wiosny 1933 jako praktykant w zakładzie patologii. W tym czasie wstąpił do SA (wrzesień 1932), a 1 maja 1933 został członkiem NSDAP; należał również do NSDÄB.
W 1935 rozpoczął pracę w Instytucie Patologii na Uniwersytecie Wrocławskim, którą zaproponował mu Martin Staemmler (głoszący wyższość rasy aryjskiej nad innymi rasami), którego spotkał już na Uniwersytecie w Kilonii. W tym czasie, w 1936, opisał ziarniniakowatość z zapaleniem naczyń. W 1938 został podpułkownikiem korpusu medycznego.
W 1939 roku, po wybuchu II wojny światowej, przeniósł się do okupowanej Łodzi, gdzie został dyrektorem Instytutu Patologii, znajdującego się niedaleko getta Litzmannstadt. Podejrzewa się, między innymi, że przeprowadzał sekcje zwłok więźniów, którym wstrzykiwano tlen do naczyń, aby wywołać zator powietrzny. Brak jednak dowodów, że uczestniczył w przeprowadzaniu eksperymentów medycznych.16 maja 1944 polskie władze złożyły w Komisji Narodów Zjednoczonych do spraw Zbrodni Wojennych wniosek o ściganie Friedricha Wegenera, jednak nigdy nie był poszukiwany.
Po ogłoszeniu przez Niemcy kapitulacji dostał się do niewoli amerykańskiej i brytyjskiej, z której został uwolniony latem 1945. Do 1947 pracował jako robotnik rolny. W 1948 otrzymał stanowisko asystenta, a następnie lekarza, na Akademii Medycznej w Lubece. W 1970 przeszedł na emeryturę.

## Dorobek naukowy
Oprócz opisania ziarniniakowatości z zapaleniem naczyń miał wiele publikacji naukowych, w tym na temat objawów w żeńskich narządach płciowych w białaczce i w guzkowym zapaleniu tętnic, ostrego stłuszczenia wątroby w czasie ciąży, sztucznych pośmiertnych zatorów tłuszczowych.
W 1986 otrzymał Medal Honorowy od Mayo Clinic. W 1989 otrzymał nagrodę (i dożywotni tytuł) Master Clinician od American College of Chest Physicians.
Gdy w 2000 roku The Lancet i British Medical Journal ujawniły jego nazistowską przeszłość, rozpoczęto kampanię na rzecz zmiany nazwy choroby opisanej przez Friedricha Wegenera z „ziarniniak Wegenera” na „ziarniniakowatość z zapaleniem naczyń”, a American College of Chest Physicians unieważnił przyznaną mu nagrodę.